# Rivière Pentecôte
Der Rivière Pentecôte ist ein Fluss in der Verwaltungsregion Côte-Nord in der kanadischen Provinz Québec.

## Flusslauf
Der Rivière Pentecôte entspringt am Berg Mont Gélifract. Er fließt anfangs in südlicher Richtung, wendet sich dann nach Osten und umfließt nördlich den Mont J’Y-Vois-le-Nord. Anschließend dreht der Rivière Pentecôte nach Süden und fließt Richtung Küste. 40 km vor seiner Mündung bei Rivière-Pentecôte in den Sankt-Lorenz-Golf erreicht der Fluss den 17 km langen Lac Pentecôte, den er in südlicher Richtung durchfließt. Der Rivière Pentecôte hat eine Länge von 138 km. Er entwässert ein Areal von 1971 km². Der mittlere Abfluss beträgt 51,2 m³/s.
Der Rivière Pentecôte ist bekannt für seine Lachse.